# Syzygium fruticosum
Syzygium fruticosum là một loài thực vật có hoa trong Họ Đào kim nương. Loài này được DC. miêu tả khoa học đầu tiên năm 1828.